# تیم ملی فوتبال زنان اردن
تیم ملی فوتبال زنان اردن (عربی: منتخب الأردن لكرة القدم للسيدات) نماینده فوتبال زنان این کشور در رده ملی است و تحت نظارت فدراسیون فوتبال اردن قرار دارد.